# Infantele Alfonso, Duce de Calabria
Infantele Alfonso al Spaniei, Prinț al celor Două Sicilii, Duce de Calabria (30 noiembrie 1901, Madrid – 3 februarie 1964, Madrid) a fost unul din cei doi pretendenți la șefia Casei de Bourbon-Două Sicilii din 1960 până la moartea sa în 1964. Alfonso a fost fiul Prințului Carlos de Bourbon-Două Sicilii (1870–1949) și a soției acestuia, Mercedes, Prințesă de Asturia (1880–1904).

## Biografie
Mama lui Alfonso a murit de peritonită, după nașterea celui de-al treilea copil, în 1904, când Alfonso avea aproape 3 ani. Regele Alfonso al XIII-lea al Spaniei era necăsătorit în acel timp așa încât fiul cel mare al Prințesei de Asturia, Alfonso, a devenit moștenitorul prezumptiv al tronului Spaniei, deși, spre deosebire de mama sa, el nu a deținut niciodată titlul de Prinț de Asturia. A fost moștenitor prezumptiv până la nașterea vărului său, Alfonso, fiul regelui Alfonso al XIII-lea și al reginei Victoria Eugenie.

### Căsătorie și copii
La 16 aprilie 1936, la Viena, Alfonso s-a căsătorit cu Prințesa Alicia de  Bourbon-Parma (n. 1917), verișoară de-a doua, fiica Ducelui Elias de Bourbon-Parma și a Arhiducesei Maria Anna de Austria. Alfonso și Alicia au trei copii:
- Prințesa Teresa de Bourbon-Două Sicilii (n. 6 februarie 1937), căsătorită cu Inigo Moreno y Artega, marchiz de Laula la 16 aprilie 1961 la Madrid, Spania; au șapte copii
- Infantele Carlos, Duce de Calabria (n. 16 ianuarie 1938), căsătorit cu Prințesa Anne de Orléans la 12 mai 1965 la Dreux, Franța; au cinci copii
- Prințesa Inés Maria de Bourbon-Două Sicilii (n. 18 februarie 1940), căsătorită cu Don Luis de Morales y Aguado la 21 ianuarie 1965 la Madrid, Spania; au cinci copii